# Северна авенија (Јереван)
Северна авенија (јерм. Հյուսիսային պողոտա; Hyusisayin poghota) пешачка је авенија у Јеревану, главном граду Јерменије. Отворена 2007. године, Северна авенија се налази у централном округу Кентрон и повезује улицу Абовјан са Тргом слободе на улици Туманијан. Дуга је 450, а широка 27 метара.
Северна авенија је смештена у центру Јеревана и у њој се углавном налазе луксузне стамбене зграде, продавнице врхунских марки, пословне канцеларије, кафићи, хотели, ресторани и ноћни клубови.

## Историја
Иако је Северна авенија била део плана Александра Таманијана, архитекте који је дизајнирао готово читав Јереван, план није спроведен у дело за време Совјетске Јерменије. Деценију након распада Совјетског Савеза, Градско веће Јеревана донело је одлуку да се авенија изгради. Према оригиналним плановима, Национална галерија и Историјски музеј на Тргу републике није требало да буду изграђени на данашњем месту, тако да се сада Северна авенија завршава близу њих, уместо да води директно на Трг републике.
Изградња авеније почела је 26. марта 2002. године, на основу првобитних планова Александра Таманијана, који је развијен и редизајниран од стране Нарека Саргасјана. Изградња је финансирана из приватног сектора. Прво је влада купила сва мала неформална имања на тој територији, ујединила земљиште у већу парцелу привлачнију за улагаче и понудила је на лицитацији. Овај процес урађен је део по део и покренуо је велики број жалби од стране бивших власника земљишта.
На основу ревидираног дизајна, на Северној авенији се налазе четири мала трга и једанаест зграда са просечном висином од девет спратова, за чију изградњу је коришћен велики број различитих врста материјала, укључујући базалт, гранит, травертин и седру. Авенија има и двоспратни подземни паркинг.
Званична инаугурација авенија одржана је 16. новембра 2007. године. Међутим, она је у потпуности реновирана 2014. године, а двоспратни подземни паркинг је делимично претворен у подземни тржни центар, са покретним степеницама које воде на Северну авенију.

## Продавнице
Северна авенија је дом великог броја модних брендова. Многи страни кафићи и ноћни клубови се налазе на авенији.
Дана 14. маја 2016. године отворена је двоспратна подземна шопинг галерија Ташир, где се на првом нивоу налази шопинг центар, а на другом паркинг.

## Галерија
- Емпорио Армани на Северној авенији
- Симболични кључ Јеревана
- Северна авенија ноћу
- Модерна зграда на Северној авенији
- Кишни дан на авенији
- Поглед из ваздуха на Северну авенију
- Цвеће на Северној авенији